# Ilex archeri
Ilex archeri är en järneksväxtart som beskrevs av Edwin. Ilex archeri ingår i släktet järnekar, och familjen järneksväxter. Inga underarter finns listade i Catalogue of Life.